# Chrysobothris ventralis
Chrysobothris ventralis är en skalbaggsart som beskrevs av Saunders 1874. Chrysobothris ventralis ingår i släktet Chrysobothris och familjen praktbaggar. Inga underarter finns listade i Catalogue of Life.